# Singles (trilha sonora)
| Críticas profissionais | Críticas profissionais |
| Avaliações da crítica  | Avaliações da crítica  |
| Fonte                  | Avaliação              |
| ---------------------- | ---------------------- |
| All Music Guide        | link                   |
| Kerrang!               | 4 de 5 estrelas.       |

Singles é a trilha sonora original do filme homônimo, Singles (Vida de Solteiro), que aborda a ascendente cena grunge do começo da década de 1990.

## Faixas
1. "Would?" - Alice In Chains
2. "Breath" - Pearl Jam
3. "Seasons" - Chris Cornell
4. "Dyslexic Heart" - Paul Westerberg
5. "The Battle of Evermore" - The Lovemongers
6. "Chloe Dancer/Crown of Thorns" - Mother Love Bone
7. "Birth Ritual" - Soundgarden
8. "State of Love and Trust" - Pearl Jam
9. "Overblown" - Mudhoney
10. "Waiting For Somebody" - Paul Westerberg
11. "May This Be Love" - Jimi Hendrix
12. "Nearly Lost You" - Screaming Trees
13. "Drown" - Smashing Pumpkins